# The Lone Star Ranger (film 1930)
The Lone Star Ranger è un film del 1930 diretto da A.F. Erickson. La sceneggiatura si basa su Il ranger del Texas, romanzo di Zane Grey pubblicato a New York nel 1915.

## Trama
Accusato - dopo aver sparato per legittima difesa a un uomo - di numerosi crimini che non ha commesso, Buck Duane si unisce ai Texas Rangers, cercando di trovare le prove della propria innocenza. Motivo di questa sua ricerca è anche la speranza di far colpo su Mary Aldridge, una ragazza dell'Est, di cui si è innamorato. Duane viene incaricato di sgominare una banda di ladri di bestiame spalleggiati da Bowery Kid e capitanati dal colonnello Aldridge, il padre di Mary.

## Produzione
Il film fu prodotto dalla Fox Film Corporation.

## Distribuzione
Il copyright del film, richiesto dalla Fox Film Corp., fu registrato il 4 dicembre 1929 con il numero LP911. Distribuito dalla Fox Film Corporation e presentato da William Fox, il film uscì nelle sale cinematografiche degli Stati Uniti il 5 gennaio 1930. Il 23 maggio dello stesso anno, fu distribuito pure in Irlanda. Anche in Italia uscì nel 1930, distribuito dalla Fox con il visto di censura numero 25767.
In Francia, fu distribuito con il titolo Coeurs farouches: prima, il 9 ottobre 1931; poi, in una riedizione, il 15 febbraio 1935.